# فرط شحميات الدم المركب
فرط شحميات الدم المركب (بالإنجليزية: Combined hyperlipidemia)‏ في الطب يعرف بفرط شحميات الدم (المعروف أيضا باسم متعدد الشحميات) يحدث عادة من فرط كوليسترول الدم (ارتفاع مستويات الكوليسترول في الدم) الذي يتميز بزيادة بروتين دهني منخفض الكثافة والشحوم الثلاثية وغالبا ما يرافقه انخفاض HDL- في فصل البروتينات الدهنية كهربائيا (وهو اختبار نادرا ما يؤدى) كما أنه يظهر فرط البروتينات الدهنية في الدم من النوع الثاني. هو اضطراب الدهون الأكثر شيوعا وراثيا، والذي يحدث في حوالي واحد من 200 شخص. في الواقع، ما يقرب من واحد من كل خمسة أشخاص الذين يصابون بأمراض القلب التاجية قبل سن ال 60 يعانون من هذا المرض.
مستويات الدهون الثلاثية المرتفعة (> 5 مليمول / لتر) عادة ما تكون بسبب زيادة في البروتين الدهني منخفض الكثافة جدا (بروتين دهني منخفض الكثافة جدا)، فئة من البروتينات الدهنية عرضة لتسبب تصلب الشرايين.

## الأنواع
الشكلين من هذا الاضطراب الدهني هما:
1- فرط دهون الدم المركبة كمرض عائلي (FCH) الناجمة عن انخفاض مستقبلات LDL وزيادة ApoB.
2- فرط دهون الدم المركبة المكتسب وهو شائع للغاية في المرضى الذين يعانون من أمراض أخرى من متلازمة التمثيل الغذائي («متلازمة X»، وتتضمن داء السكري من النوع الثاني وارتفاع ضغط الدم، والسمنة المركزية). الإفراط في إنتاج الأحماض الدهنية الحرة من الأنسجة المختلفة يؤدي إلى زيادة إنتاج VLDL عن طريق الكبد. في البداية، يتم تحويل معظم VLDL إلى LDL حتى يتشبع، وبعد ذلك ترتفع مستويات VLDL.

## العلاج
كلتا الحالتين تعالجان بأدوية الفايبرات، والتي تعمل على مستقبل منشط بمكاثر البروكسيسوم (PPARs)، النوع ألفا، حيث يخفض إنتاج الأحماض الدهنية الحرة.
أدوية الاستاتين، وخاصة الأدوية المخفضة للكوليسترول الاصطناعية (أتورفاستاتين ورسيوفاستاتين) ، يمكن أن تقلل مستويات LDL عن طريق زيادة امتصاص الكبد من LDL بسبب زيادة مستقبلات الـ LDL.